# Uruguayaanse voetbalbond
De Asociación Uruguaya de Fútbol (afkorting: AUF) is de Uruguayaanse voetbalbond en werd opgericht op 30 maart 1900. De bond organiseert het Uruguayaans voetbalelftal en het professionele voetbal in Uruguay (onder andere de Primera División). De president is José Luis Corbo, het hoofdkantoor is gezeteld in Montevideo. De AUF is aangesloten bij de FIFA sinds 1923.